# Junkers T.21
Junkers J 21 (định danh cho thị trường nước ngoài là T 21 và H 21) là một loại máy bay trinh sát, được thiết kế ở Đức vào đầu thập niên 1920, và được sản xuất ở Liên Xô tại nhà máy của Junkers ở Fili cho Không quân Liên Xô.

## Biến thể
- J 22 (T 22)
- J 28

## Quốc gia sử dụng
Iran
- Không quân Đế quốc Iran

 Liên Xô
- Không quân Liên Xô

## Tính năng kỹ chiến thuật
Dữ liệu lấy từ Kay 2004 p.45
Đặc điểm tổng quát
- Kíp lái: 2
- Chiều dài: 7.90 m (25 ft 11 in)
- Sải cánh: 10.70 m (35 ft 1 in)
- Diện tích cánh: 21.8 m2 (235 ft2)
- Trọng lượng rỗng: 830 kg (1.830 lb)
- Trọng lượng có tải: 1.225 kg (2.700 lb)
- Powerplant: 1 × BMW IIIa, 138 kW (185 hp)

Hiệu suất bay
- Vận tốc cực đại: 217 km/h (135 mph)
- Tầm bay: 750 km (470 dặm)